# 宋福金
宋福金（？—945年），南唐烈祖李昪的皇后。
福金是她的小名。她是江夏（今湖北武汉）人宋韫的女儿。自幼在乱军中流离，被升州（今江苏南京）刺史王戎收留。徐知诰娶王戎之女为妻，宋福金为陪嫁的媵妾，在916年为徐知诰生下兒子徐景通。后又生子徐景迁、徐景遂、徐景达。王氏早故，宋福金扶正为继室夫人。受封广平郡君，晋国君。
昇元元年（937年）十月初五，徐知诰取代南吴称帝，建立南唐，十月廿六，立宋福金为皇后。徐知诰改名李昪、徐景通改名李璟。李昪晚年服丹药，常常发怒，多亏宋福金劝解使很多人幸于一死。昇元七年（943年）二月廿二，李昪去世，李璟即位，尊宋福金为皇太后，大臣劝宋福金临朝听政，宋福金不同意。保大三年（945年）十月，宋福金去世，祔葬李昪的永陵，谥号元敬皇后。